# اچ.سی. ارتمان
اچ. سی. ارتمان (انگلیسی: H. C. Artmann; ۱۲ ژوئن ۱۹۲۱ – ۴ دسامبر ۲۰۰۰) زبان‌شناس، شاعر، مترجم، و نویسنده اهل اتریش بود.
وی همچنین برندهٔ جوایزی همچون نشان اتریش برای علم و هنر و جایزه گئورگ بوشنر شده‌است.